# Teen Choice Awards 1999
La 1ª edizione dei Teen Choice Awards si è tenuta il 1º agosto 1999 a Santa Monica, California.

## Vincitori e candidati

### Cinema
| Miglior attore | Miglior attrice |
| --- | --- |
| - Freddie Prinze Jr. - Kiss Me (film) - Ben Affleck - Armageddon - Giudizio finale - Ryan Phillippe - Cruel Intentions - Prima regola non innamorarsi - Will Smith - Nemico pubblico (film 1998) | - Jennifer Love Hewitt - Incubo finale - Reese Witherspoon - Cruel Intentions - Prima regola non innamorarsi - Drew Barrymore - Mai stata baciata - Cameron Diaz - Tutti pazzi per Mary |
| Miglior colonna sonora | Migliore commedia |
| - La città degli angeli | - Tutti pazzi per Mary |

#### "Choice Hissy Fit" (Disappunto per l'Interprete)
- Sandra Bullock - Piovuta dal cielo
  - Leonardo DiCaprio - Celebrity
  - Reese Witherspoon - Election
  - Lisa Kudrow - The Opposite of Sex - L'esatto contrario del sesso
  - Jason Schwartzman - Rushmore

#### Film dell'estate
- Big Daddy - Un papà speciale
  - Notting Hill
  - Austin Powers - La spia che ci provava
  - Star Wars: Episodio I - La minaccia fantasma

#### Miglior rivelazione
- James Van Der Beek - Varsity Blues

#### Miglior film drammatico
- Cruel Intentions - Prima regola non innamorarsi
  - La leggenda di un amore - Cinderella
  - Nemiche amiche
  - Varsity Blues

#### Scena più disgustosa
- Tutti pazzi per Mary

#### Scena d'amore più sexy
- Freddie Prinze Jr. e Rachael Leigh Cook  - Kiss Me
  - Heath Ledger e Julia Stiles - 10 cose che odio di te
  - Ryan Phillippe e Reese Witherspoon - Cruel Intentions - Prima regola non innamorarsi
  - Matthew McConaughey e Elizabeth Hurley - EDtv
  - Joseph Fiennes e Gwyneth Paltrow - Shakespeare in Love

#### Film commedia
- Tutti pazzi per Mary

### Televisione

#### Miglior attore in una serie televisiva
- Joshua Jackson - Dawson's Creek

#### Miglior attrice in una serie televisiva
- Sarah Michelle Gellar - Buffy l'ammazzavampiri
  - Katie Holmes - Dawson's Creek
  - Keri Russell - Felicity
  - Jennifer Love Hewitt - Cinque in famiglia

#### Miglior serie-commedia
- Friends

#### Miglior rivelazione
- Keri Russell - Felicity